# Leonard Thomas Eaton Taplin
Leonard Thomas Eaton Taplin, avstralski častnik, vojaški pilot in letalski as, * 16. december 1895, Adelaide, Južna Avstralija, † 8. julij 1961.  	
Nadporočnik Taplin je v svoji vojaški karieri dosegel 12 zračnih zmag.

## Odlikovanja
- Distinguished Flying Cross (DFC)